# Neomonachus
Neomonachus es un género de mamíferos pinnípedos de la familia Phocidae, recientemente descrito dentro de las denominadas vulgarmente focas monje o focas fraile. Incluye dos especies, una de las cuales se encuentra extinta y la otra en grave peligro de extinción.

## Especies
Hasta hace unos años, las especies de este género se incluían dentro del género Monachus, junto a Monachus monachus o foca monje del Mediterráneo.
Las dos especies conocidas de Neomonachus son:
- Neomonachus schauinslandi - Foca monje de Hawái.
- Neomonachus tropicalis - Foca monje del Caribe, descrita por primera vez en 1850[2] y extinta hacia 1950.